# ジャジソン・アウヴェス・ドス・サントス
ジャジソン（Jádson）ことジャジソン・アウヴェス・ドス・サントス（ポルトガル語: Jádson Alves dos Santos、1993年8月30日 - ）は、ブラジルのサッカー選手。ポジションはMF。

## クラブ歴
フルミネンセFCの下部組織からボタフォゴFRの下部組織に移籍し2012年にトップチームに昇格。
2013年にセリエAのウディネーゼ・カルチョに移籍するが出場機会も少なくアトレチコ・パラナエンセ、サンタクルスFCに期限付き移籍。
2017年にAAポンチ・プレッタに完全移籍。2018年にフルミネンセに完全移籍。

## タイトル
ボタフォゴ
- カンピオナート・カリオカ: 2013
- タッサ・グアナバラ: 2013
- タッサ・リオ: 2013

アトレチコ・パラナエンセ
- カンピオナート・パウリスタ: 2016
- プリメイラ・リーガ: 2016